# Mal Pelo
Mal Pelo és una companyia de dansa contemporània resident a Celrà, creada i dirigida per Maria Muñoz i Pep Ramis. L'any 1988 la ballarina i coreògrafa valenciana Maria Muñoz inicià la seva col·laboració amb l'autor català Pep Ramis, creant l'any següent la seva pròpia companyia de dansa. L'any 2002 fou guardonada amb el Premi Nacional de Dansa concedit per la Generalitat de Catalunya, per l'espectacle L'animal a l'esquena, que va cloure el conjunt de celebracions del seu desè aniversari.

## Història
El 1989, Pep Ramis i Maria Muñoz fundaven una de les companyies de dansa amb major trajectòria. Mal Pelo va començar a treballar al Mas Taverner Petit de Celrà. Ha desenvolupat el seu propi llenguatge artístic a través del moviment i la teatralitat –amb la creació de dramatúrgies que inclouen la paraula– i ha treballat amb compositors per a la creació de bandes sonores originals, així com amb videoartistes. Per a ells, la creació sempre ha anat de la mà de la necessitat d'experimentar i el resultat d'aquests tempteigs es tradueix en més de 25 espectacles, entre els quals hi ha solos, duets i peces de grup.
Després de nombroses gires per Europa, els Estats Units i l'Amèrica del Sud, on han combinat l'exhibició dels treballs amb períodes de creació itinerant en residències a l'estranger i a Girona, Ramis i Muñoz van posar en marxa el 2001 el projecte: L'animal a l'esquena, un espai per a la creació i la formació que pretén afavorir l'intercanvi d'idees i aproximacions al treball des del cos i el moviment.
Aquest espai ha esdevingut el seu espai d'assaig i els ha permès no només una major profunditat en els processos de creació dels espectacles, sinó també poder plantejar moments de laboratori i de recerca fora de les produccions. A banda, ha facilitat trobades amb grups d'intèrprets per a l'estudi de temes i metodologies, que poques vegades tenen cabuda en els processos de creació.
El 2009, la companyia, el Mercat de les Flors i l'Ars Santa Mònica van presentar una retrospectiva amb 8 espectacles i activitats entorn de la companyia amb motiu de la celebració dels 20 anys de trajectòria. Aquesta retrospectiva va tenir una gran acollida per part del públic, que va poder conèixer millor el treball que ha dut a terme la companyia.
Entre els guardons que han rebut, destaca el Premi Nacional de Dansa de la Generalitat de Catalunya per la seva coreografia ‘L'animal a l'esquena', i, el 2009, el Premio Nacional de Danza en la modalitat de creació. L'any 2017 van obtenir el Premi Ciutat de Barcelona de Dansa per l'obra Bach, de la qual el jurat va destacar la interpretació de Federica Portello.

## Espectacles
| - 2006: Testimoni de llops - 2005: Atlas - 2004: On a renplace le coqs - 2004: Bach - 2003: An (el silenci) - 2002: Atrás los ojos - 2001: Canción para Santiago - 2001: Canción de Paula - 2001: Thousands Of Months - 2000: L'animal a l'esquena - 1999: El alma del bicho | - 1998: Orache - 1997: Canción de Bernabé - 1996: La calle del imaginero - 1995: Zarco - 1994: Recuerdos de chera - 1994: Dol - 1993: Canción para los pájaros - 1993: La mirada de Bubal - 1992: Sur, Perros del sur - 1990: Cantal - 1990: Lucas - 1989: Quarere |